# Steven Stayner
Steven Gregory Stayner (Merced, 18 aprile 1965 – Merced, 16 settembre 1989) è stato un giovane statunitense vittima di un sequestro di persona nel 1972.

## Biografia

### Giovinezza
Stayner era il terzo dei cinque figli nati da Delbert e Kay Stayner a Merced, California. Aveva tre sorelle e un fratello maggiore, Cary, che nel 2002 è stato condannato alla pena di morte per aver ucciso quattro donne nel 1999.

## Rapimento
Nel pomeriggio del 4 dicembre 1972 Steven Stayner di 7 anni, mentre tornava a casa da scuola, venne avvicinato da un uomo di nome Ervin Edward Murphy, un conoscente di Kenneth Parnell, pedofilo e già condannato per molestie verso bambini. Ervin Murphy (descritto da chi lo conosceva come un uomo fiducioso ma ingenuo) venne "arruolato" da Parnell per aiutarlo a rapire un bambino. Quel giorno Murphy distribuiva volantini evangelici ai ragazzi che tornavano a casa da scuola e, dopo aver individuato Stayner, gli disse di essere un rappresentante della chiesa in cerca di donazioni. Murphy gli chiese se sua madre sarebbe stata disposta a donare qualsiasi oggetto alla chiesa, e quando il ragazzo rispose di sì, Murphy chiese a Stayner dove viveva e se fosse disposto a portarlo a casa sua. Dopo che Stayner acconsentì, una Buick bianca guidata da Parnell si fermò e Stayner salì volentieri in macchina, ma Parnell lo portò in casa propria dove iniziò a violentarlo. Durante la prima settimana, Stayner aveva detto a Parnell molte volte che voleva tornare a casa sua ma Parnell gli disse che gli era stata concessa la sua custodia legale perché i suoi genitori non potevano permettersi tanti figli e non lo volevano più; Steyner gli credette. 
Parnell diede a Steyner una nuova identità: lo chiamò Dennis Gregory Parnell, gli tinse i capelli per evitare riconoscimenti, mantenendo solo la sua vera data di nascita quando lo iscrisse a varie scuole negli anni successivi. Parnell si spacciava per il padre di Stayner; i due si spostavano spesso in giro per la California, vivendo in località tra cui Santa Rosa e Comptche. Parnell gli permise di fumare e bere sin dalla giovane età e di uscire a suo piacimento. Parnell era anche passato da un lavoro umile all'altro; alcuni dei suoi lavori richiedevano viaggi e lasciavano Stayner incustodito, facendo sì che uno Stayner ormai adolescente iniziasse a pensare che queste assenze potessero permettergli di fuggire, ma non sapeva come chiedere aiuto. Uno dei pochi aspetti positivi della vita di Stayner con il suo rapitore era il cane, ricevuto in dono da Parnell, un Manchester Terrier chiamato "Queenie". Il cane era a sua volta un dono a Parnell da parte della madre che non era a conoscenza dell'esistenza di Stayner.
Per un periodo di oltre un anno, una donna di nome Barbara Mathias, insieme a uno o più dei suoi figli, visse con Parnell e Stayner; in seguito la donna affermò di essere stata completamente all'oscuro del fatto che "Dennis" fosse stato rapito.

## La fuga
Quando Stayner entrò nella pubertà, Parnell iniziò a cercare un bambino più piccolo da rapire. Parnell aveva utilizzato Stayner per tentare di rapire bambini in precedenti occasioni ma tutti i tentativi di rapimento non avevano avuto successo perché lo stesso Steyner sabotava intenzionalmente questi rapimenti. Il 14 febbraio 1980, Parnell e un amico adolescente di Stayner di nome Randall Sean Poorman, rapirono con la forza Timothy "Timmy" White di 5 anni. 
Il 1 marzo 1980, mentre Parnell era assente per il suo lavoro di sicurezza notturno, Stayner prese con sé il piccolo Timmy White e fuggì di casa. Quando arrivarono alla stazione di polizia, Steyner confessò il rapimento. Tornò a casa dai suoi genitori davanti a centinaia di gente e giornalisti. 
All'alba del 2 marzo 1980, Parnell venne arrestato con l'accusa di aver rapito entrambi i ragazzi. Quando la polizia controllò il suo passato, scoprì una precedente condanna per "sodomia" del 1951. Parnell fu processato e condannato a sette anni per il rapimento di White e Stayner ma venne rilasciato sulla parola dopo averne scontati cinque. Parnell non fu accusato delle numerose aggressioni sessuali contro Stayner e altri ragazzi, perché la maggior parte di esse avvenne al di fuori della giurisdizione del procuratore della contea di Merced o erano ormai fuori termine di prescrizione. I pubblici ministeri quindi, decisero di non perseguire Parnell per le aggressioni sessuali avvenute nella loro giurisdizione. Tuttavia, il rapimento di Stayner e le sue conseguenze, spinsero i legislatori della California a modificare le leggi statali "per consentire pene detentive consecutive in casi di rapimento simili". 
Edward Murphy (per aver aiutato a rapire Stayner) e Sean Poorman (per aver aiutato a rapire Timmy White) furono condannati per accuse minori. Entrambi affermarono di non sapere nulla delle aggressioni sessuali su Stayner.

## Eventi successivi
Dopo essere tornato dalla sua famiglia, venne invitato in numerose interviste televisive. Stayner però ebbe difficoltà ad adattarsi a una famiglia più strutturata poiché gli era stato permesso di fumare, bere e fare ciò che voleva quando viveva con Parnell. In un'intervista con Newsweek, poco dopo la sua fuga, Stayner ha detto: «Sono tornato quasi adulto e tuttavia i miei genitori all'inizio mi hanno visto come il loro bambino di 7 anni. A volte incolpo me stesso, a volte non so se sarei dovuto tornare a casa, sarebbe stato meglio se non lo avessi fatto?».
Stayner è stato sottoposto a una breve consulenza ma non ha mai cercato un trattamento aggiuntivo, rifiutando di rivelare tutti i dettagli degli abusi sessuali subiti da Parnell. In un'intervista del 2007, la sorella di Stayner ha detto che suo fratello non ha cercato consulenza perché il padre diceva che "non ne aveva bisogno", aggiungendo che però la sua vita era "piuttosto incasinata" in quanto ha dovuto abbandonare la scuola causa vittima di bullismo da parte di altri ragazzini per essere stato molestato. Inoltre Stayner iniziò a bere frequentemente e alla fine fu cacciato di casa a causa dei rapporti tesi col padre.
Nel 1985, Stayner sposò la diciassettenne Jody Edmondson dalla quale ebbe due figli chiamati Ashley e Steven Jr. Si stabilì nella sua città d'origine Merced, lavorò con gruppi di rapimento di bambini discutendo sulla sicurezza personale, si unì alla chiesa, e fino al giorno della sua morte lavorava in una pizzeria. 

## Morte
Il 16 settembre 1989, mentre tornava a casa dal lavoro, la sua motocicletta si scontrò con un'auto in un incidente mortale. Non indossando il casco, riportò ferite gravi alla testa e fu dichiarato morto in ospedale alle 17:30. Cinquecento persone parteciparono al funerale di Stayner, tra cui il quattordicenne Timmy White (il bambino che liberò da Parnell) in veste di portatore della bara . 
Timmy White diventò uno sceriffo della contea di Los Angeles, ma morì il 1 aprile 2010 in seguito ad un'embolia polmonare lasciando la moglie e due figli. Il pedofilo Kenneth Parnell morì in prigione il 21 gennaio 2008 a 76 anni per cause naturali. Nel 2004 era stato nuovamente condannato dopo aver tentato di costringere la sorella della sua badante, Diane Stevens, a comprargli un bambino di 4 anni per $ 500. 

## Adattamento televisivo
La storia del rapimento di Steven Stayner è stata raccontata nel 1989 nella miniserie televisiva Steven, 7 anni: rapito. In questa serie, Steven Steyner, appare in un cameo (fa la parte del poliziotto che scorta Steven quando torna a casa). Qualche mese dopo l'uscita della serie, Steven Steyner morì in un incidente con la moto.